# Мэри и Джордж
«Мэри и Джордж» (англ. Mary & George) — британский исторический мини-сериал с Джулианной Мур и Николасом Голицыным в главных ролях. Его премьерный показ в Великобритании начался 5 марта 2024 года.

## Сюжет
Действие сериала происходит в Англии в начале XVII века. Мэри Вильерс решает сделать своего сына Джорджа фаворитом короля Якова I, чтобы обрести влияние. Сюжет базируется на том что на дворе XVII век, на троне британский король Яков I, не скрывающий своей любви к мужскому полу. В борьбу за власть и влияние вступает Герцогиня Мэри Вильерс, чьи финансовые дела оставляют желать лучшего. На последние деньги женщина отправляет своего красавчика отпрыска к королевскому двору Франции для обучения манерам, танцам и французскому языку. Прекрасно осознавая свое положение, Мэри делает все возможное, чтобы сделать своего сына любовником монарха. Сплетни, интриги, шантаж - на что только не шла амбициозная мать. Послушный молодой Герцог соблазнил потомка Марии Стюарт и стал не просто фаворитом, но и главным советником правителя. Так начиналась история знаменитого Бекингема, известного по роману "Три мушкетёра" который после кончины Якова, сохранил свое значение при английской короне и во время правления его сына, Карла I. Однако не всем это нравилось, мужчина прослыл как некомпетентный человек и впоследствии его обвинили в смерти покровителя.

## В ролях
- Джулианна Мур — Мэри Вильерс
- Николас Голицын — Джордж Вильерс, 1-й герцог Бекингем
- Тони Карран — Яков I
- Саймон Расселл Бил — сэр Джордж Вильерс
- Никола Уокер — Элизабет Хаттон
- Ниам Алгар — Санди
- Трине Дюрхольм — Анна Датская
- Шон Гилдер — сэр Томас Комптон
- Эдриан Роулинс — Эдвард Кок
- Сэмюэл Бленкин — Карл I
- Амелия Гетинг — Фрэнсис Кок
- Миррен Мак — Кэтрин Мэннерс
- Рина Махони — Лаура Эшкотт
- Элис Грант — Сьюзен Вильерс

## Производство и релиз
Режиссёрами проекта стали Оливер Херманус, Алекс Винклер и Флориан Коссен. Сценарий написал драматург Д. С. Мур по мотивам книги Бенджамина Вулли «Королевский убийца: Тайный заговор с целью убийства короля Якова I».
Сериал включает семь серий по 50 минут каждая. Премьерный показ в Великобритании начался 5 марта 2024 года, в Австралии — 6 марта, в США — 5 апреля.